# Enval
Enval is een gemeente in het Franse departement Puy-de-Dôme (regio Auvergne-Rhône-Alpes). De plaats maakt deel uit van het arrondissement Riom. Enval telde op 1 januari 2022 1.581 inwoners.

## Geografie
De oppervlakte van Enval bedroeg op 1 januari 2022 4,87 vierkante kilometer; de bevolkingsdichtheid was toen 324,6 inwoners per km².

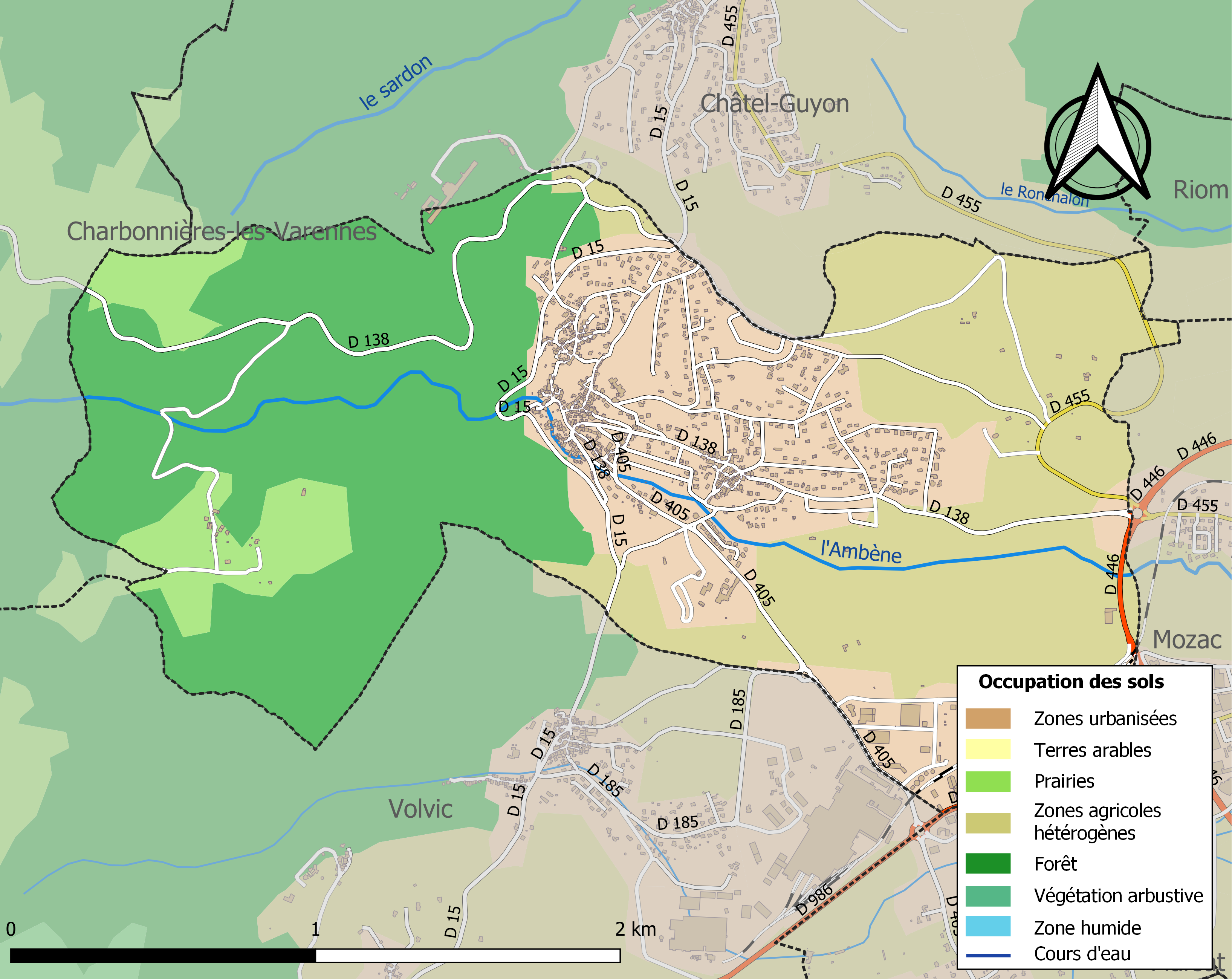
Kaart van de gemeente met belangrijkste infrastructuur, bodemgebruik en omliggende gemeenten

## Demografie
Onderstaande figuur toont het verloop van het inwonertal (bron: INSEE-tellingen).